# Novo Virje
Novo Virje község Horvátországban Kapronca-Kőrös megyében.

## Fekvése
Kaproncától 27 km-re délkeletre, Szentgyörgytől 10 km-re északkeletre a Dráva jobb partján, a magyar határ mellett fekszik.

## Története
Novo Virje a katonai határőrvidék 1872-es megszüntetése után kezdett településsé  fejlődni. A katonai közigazgatás megszüntetése paraszti családi közösségek szétesésével is járt, akik közül  néhány fiatal család a mai község területén telepedett le. Ezek az akkori szétszórt szállások lettek a mai település alapjai. Ilyen szállások valószínűleg már évszázadok óta voltak ezen a vidéken. A pásztorok egész nyáron itt laktak, szarvasmarhát, disznót őriztek, a télre zsírt sütöttek, túrót, vajat készítettek és adtak el a környező településeken. 1890-ben 2228, 1910-ben 3121 lakosa volt. Trianonig Belovár-Kőrös vármegye Szentgyörgyi járásához tartozott. Novo Virje 1943-ban vált külön anyaközségétől Virjétől és 1957-ig önálló község maradt. A területi reform miatt ekkor újra alárendelt helyzetbe került és csak 1997-ben lett újra önálló község. A községhez ma három falu Medvedička, Crnec és Drenovica tartozik, utóbbi magába foglalja az egykori Širine falut is. 2001-ben 1412 lakosa volt.

## Nevezetességei
- Munkás Szent József tiszteletére szentelt plébániatemploma 1972-ben épült. Oltárképét a helyi születésű Marijan Jakubin festőművész készítette.
- A medvedičkai Jézus Szíve-kápolnát 1914-ben építették.
- Az Úr Mennybemenetele tiszteletére szentelt temetőkápolnája 1993-ban épült. Itt nyugszik Miroslav Dolenec Dravski költő is.

## Kultúra
A községben három alapiskola működik, minden hozzá tartozó faluban egy. A legrégebbi a drenovicai, melyet 1898. szeptember 26-án nyitottak Petar Magoc házának egyik szobájában. Az új iskolaépületet 1902. december 1-jén avatták fel, első tanítója Lovro Senjan volt.

## Híres emberek
- Miroslav Dolenec Dravski (1937. – 1995.) költő
- Marijan Jakubin akadémiai festő, egyetemi tanár
- dr. Petar Hrženjak tudós, egyetemi tanár

## Külső hivatkozások
- Novo Virje község hivatalos oldala